# Rockenau

Wappen von Rockenau

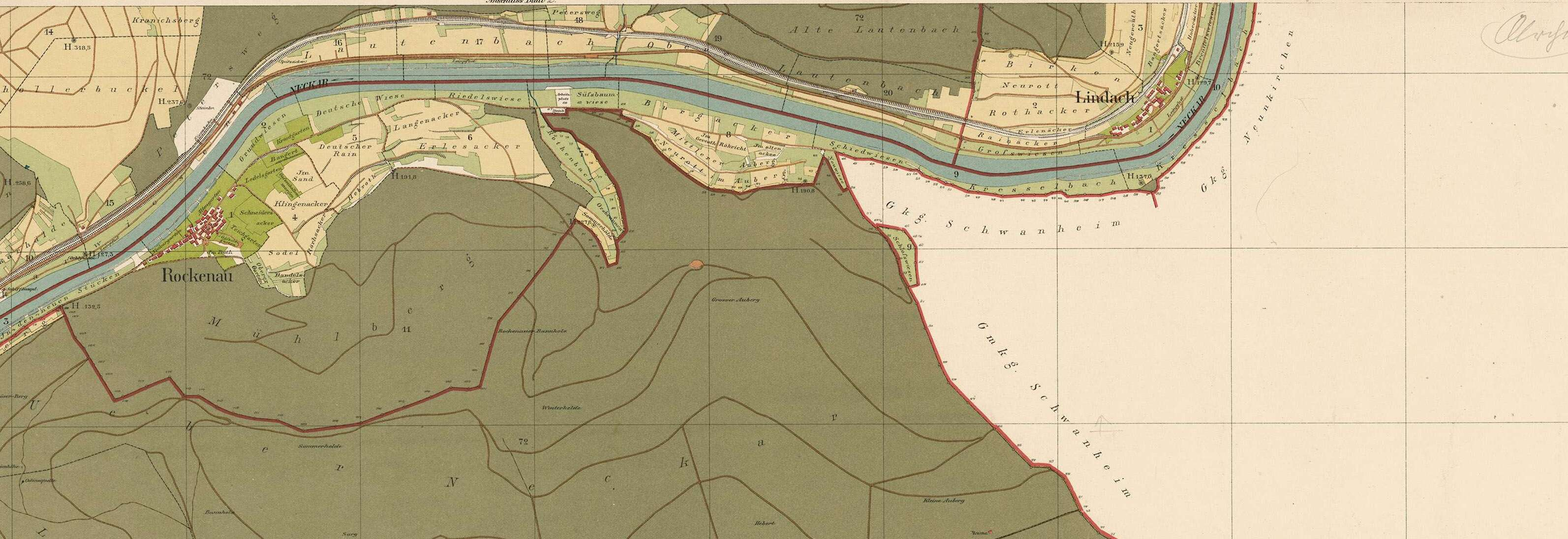
Karte der Gemarkung 1900, Norden ist links

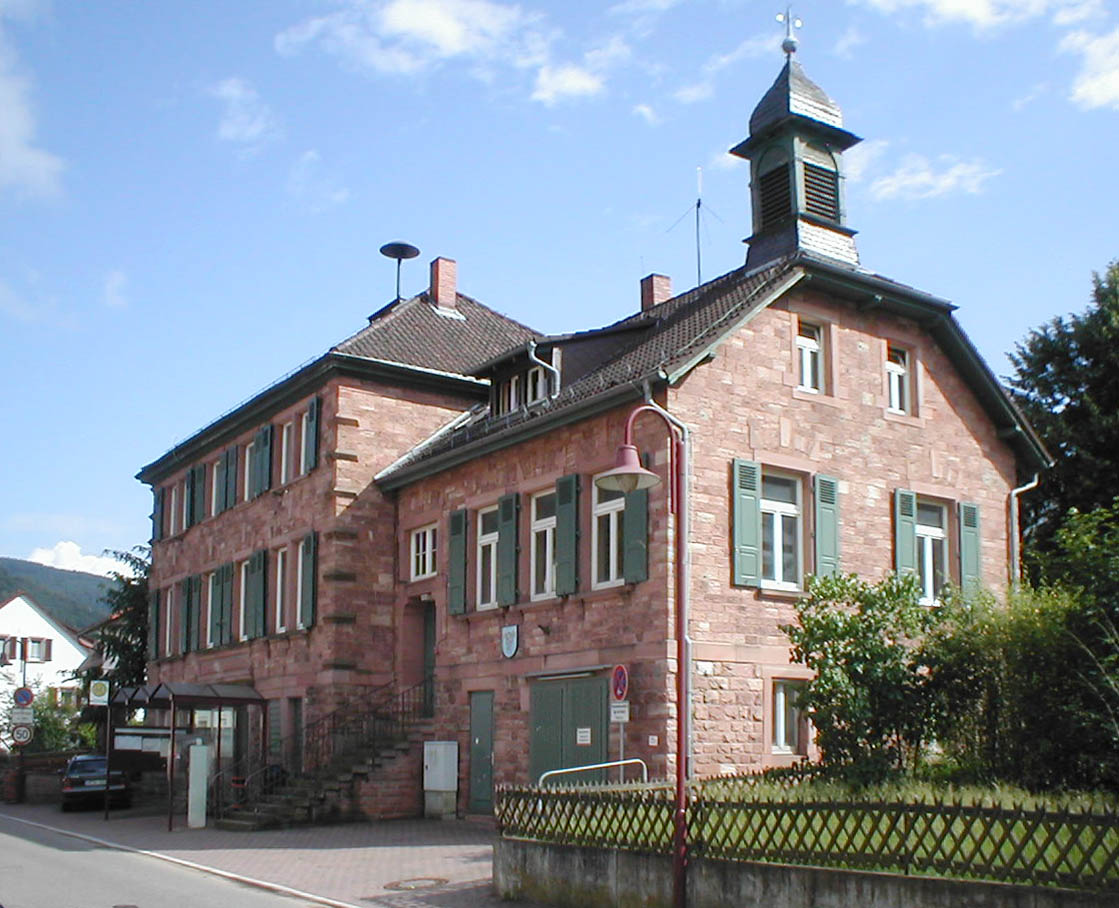
Schule und Rathaus von Rockenau

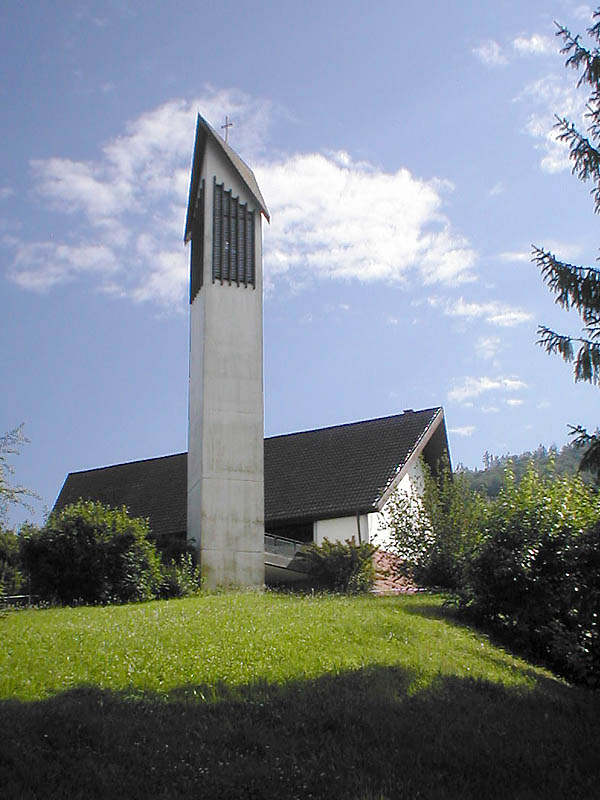
Evangelische Kirche von Rockenau

Rockenau ist eine Ortschaft im Nordwesten von Baden-Württemberg. Es bildet heute einen südlichen Stadtteil von Eberbach im Rhein-Neckar-Kreis.

## Geographie
Das kleine Rockenau liegt am östlichen Hang des Kleinen Odenwalds am linken Ufer des Neckars.
Benachbarte Gemeinden (auch ehemalige) sind, beginnend im Süden und dann im Uhrzeigersinne, Zwingenberg, Neunkirchen, Schwanheim und Neckarwimmersbach sowie Eberbach und Lindach auf der gegenüberliegenden Seite des Neckars.

## Geschichte
Rockenau bildet einen Ausbauort des Hochmittelalters. Im Zusammenhang mit der Burg Stolzeneck wurde es 1284 urkundlich erstmals erwähnt als Raggenowe, was sich mutmaßlich von Roggen und der Aue des Neckars ableitet. Während es lange zur Kurpfalz gezählt hatte, kam es mit deren Auflösung 1803 zu Leiningen und 1806 zu Baden.

## Gemeinde
Zunächst hatte Rockenau einen integrierten Teil der Stadt Eberbach gebildet. 1751 wurde es, gemeinsam mit Badisch Igelsbach und Pleutersbach, ausgegliedert und Teil der Gemeinde der Vier Weiler, die in Neckarwimmersbach ihren Sitz hatte. 1815 wurde Rockenau eine eigenständige Gemeinde. Sie wurde 1975 aufgelöst und Rockenau wurde nach Eberbach eingemeindet. 
Das erste Rathaus von Rockenau war um 1870 käuflich erworben worden. Gemeinsam mit einer Grundschule wurde 1896 ein neues erbaut.

## Verwaltungszugehörigkeit
Zu Zeiten der Kurpfalz und Leiningens gehörte Rockenau zur Kellerei Eberbach, die dem Oberamt Mosbach unterstand. In Baden kam der Ort zum Bezirksamt Eberbach, bei dessen Auflösung 1924 zum Landkreis Heidelberg.

## Verkehr
Verkehrstechnisch zu erreichen ist Rockenau durch eine Kreisstraße, die in Eberbach beginnt, durch den Ort nach Süden und weiter zur Staustufe Rockenau führt und in Krösselbach endet.

## Historische Bauwerke
Es gab im Ort lange Zeit keine Kirche. 1949 wurden ein Friedhof angelegt und zehn Jahre später eine evangelische Kirche errichtet.

## Persönlichkeiten

### Söhne und Töchter des Ortes
- Uwe Scharen (* 1945), Jurist

### In Rockenau gestorben
- Adolf Krauß (1878–1947), Ingenieur